# 공화력 3년 헌법

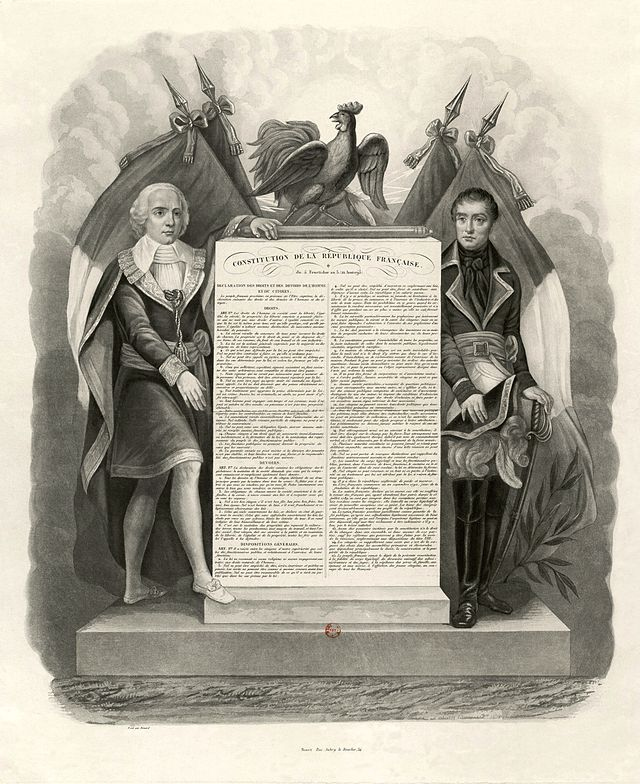

공화력 3년 헌법(프랑스어: Constitution de l' an III)는 프랑스 혁명력 3년인 1795년에 프랑스에서 제정된 헌법이다. 1795년 프랑스 헌법 또는 공화국 3년 헌법 등으로도 불린다. 이 헌법에 근거하여 총재 정부가 성립되었다.

## 개요
1793년부터 1794년 사이에 시행된 로베스피에르의 공포 정치가 테르미도르의 쿠데타로 끝나면서 이후 온건 공화국의 틀에서 혁명의 수습을 시도했지만, 정부는 네오 자코뱅과 왕당파에 흔들려서 안정을 찾지 못했다.
이 헌법 의회는 “오백의원”과 “원로원”에 의한 양원제를 채택하고, 입법은 (하원에 해당하는) 오 백의원만 발의할 권한이 있고 제출된 법안은 (상원에 해당하는) 원로원만이 심사하여 통과되면 법안이 성립되는 두 단계 방식이었다. 이것은 의회 독재를 방지하기 위함이었다. 이 양원 모두 2/3 규정에 의해 매년 1/3이 개선되는 것이 정해져 있었지만, 선거권은 극히 일부 납세자 또는 지주에 한정되어 선거도 유권자가 선택한 명부에서 선택한 민의가 최대한 반영되지 않은 방식이었다. 오백의원은 30세 이상, 10년 이상 공화국에 거주한 사람만 선출하며, 원로원 의원은 40세 이상, 15년 이상 공화국에 거주한 사람으로 제한되었다.
행정을 담당한 총재 정부에서 5명의 총재(임기 5년, 매년 추첨으로 1 명이 새로 바뀜)에 의해 운영되었다. 5총재는 3개월마다 1명의 총리가 임명되는 교대제였다. 그러나 총재는 예산 심의 권한을 가지지 못했고, 예산은 의원으로 구성된 국고위원회가 관할했다. 총재 선출에 직접 민의를 반영하는 것이 아니라, 오백의원에 의해 만들어진 후보자 목록에서 원로원이 총재를 선출하는 방식이 채택되었다. 총재는 입법을 할 수 없고, 독재적인 권한을 휘두르지 못하도록 방지책을 수행했다.
이 헌법은 극단적인 분권 구조가 특징으로, 삼권분립은 철저했지만, 매우 비효율적이었다. 특히 행정부와 입법부의 대립이 심각했고, 총재 정부는 스스로를 지키기 위해 쿠데타를 통해 선거를 무효화시킬 필요가 있게 되었다. 나폴레옹 보나파르트의 안개달 18일의 쿠데타에 의해 총재 정부는 붕괴되었고, 이 헌법을 대신한 새로운 공화력 8년 헌법(1799년 프랑스 헌법)이 결정되었다.

## 같이 보기
- 1791년 프랑스 헌법
- 1793년 프랑스 헌법
- 공화력 8년 헌법 (1799년 프랑스 헌법)